# Miguelito (ur. 1981)
Miguelito, właśc. José Miguel Organista Simões Aguiar (ur. 4 lutego 1981 w Póvoa de Varzim) – portugalski piłkarz grający na pozycji lewego obrońcy.

## Kariera klubowa
Urodzony w Póvoa de Varzim, Miguelito dołączył do drużyny młodzieżowej Rio Ave FC w wieku 10 lat. Do pierwszej drużyny trafił osiem lat później, rozgrywając 26 meczów w sezonie 2002/2003, gdy klub powrócił do Primeira Liga po trzyletniej nieobecności, zdobywając tytuł mistrzowski Segunda Ligi. W swojej karierze grał także w CD Nacionalu, SL Benfice, SC Bradze, CS Marítimo, CF Os Belenenses, Vitórii Setúbal, Apollonie Limassol, Moreirense FC, GD Chaves i FC Tirsense.

## Kariera reprezentacyjna
Organista był reprezentantem Portugalii, w kategoriach wiekowych od lat 18. wzwyż.
W latach 2004–2005 rozegrał 2 mecze w reprezentacji Portugalii B.

## Życie prywatne
Ma młodszego brata Sérgia (ur. 1984), który także jest piłkarzem.